# Contea di Tenterfield
La contea di Tenterfield è una Local Government Area che si trova nel Nuovo Galles del Sud. Essa si estende su una superficie di 7.332 chilometri quadrati e ha una popolazione di 7.071 abitanti. La sede del consiglio si trova a Tenterfield.